# 异侧卵蛤
异侧卵蛤（学名：Pitar affine），是帘蛤目帘蛤科卵蛤属的一种。主要分布于新加坡、马来西亚、韩国、中国大陆、台湾，常栖息在潮间带至水深30－45米、杂有碎贝壳的泥沙海底。